# Thue Christiansen

De vlag van Groenland, ontworpen door Christiansen.

Thue Hans Lynge Christiansen (Maamorilik, 25 februari 1940 – Hals, 26 juni 2022) was een Groenlands Inuit leraar, kunstenaar, vertaler, krantenredacteur en politicus.
Hij was Minister van Cultuur en Onderwijs van 1979, toen aan Groenland zelfbestuur werd toegekend, tot aan 1983. Na zijn vertrek uit de politiek werd hij regeringsadviseur voor culturele zaken. Hij werkte als redacteur voor de lokale kranten Qaqqarsuaq, Nipe, Maniitsup Aviisia en Kangaamiormioq. 
Het bekendst was Christiansen als kunstenaar. Hij ontwierp stoelen en maakte ook andere kunstwerken. In 1985 ontwierp hij de vlag van Groenland. Zijn ontwerp was het enige waarop het Scandinavisch kruis niet stond.

## Persoonlijk
In 1964 trouwde hij met de verpleegster Katrin Sólrun Jensen. Na een langdurig ziekbed overleed Thue Christiansen op 82-jarige leeftijd in de Deense plaats Hals.

## Onderscheidingen
- 1991: Nersornaat in goud
- 1997: Ridder in de Orde van de Dannebrog
- 2002: Cultuurprijs van Groenland